# 喬丹村 (康乃狄克州)
喬丹（英語：Jordan）是位於美國康乃狄克州新倫敦縣的一個歷史區。該地的面積和人口皆未知。

## 地理
喬丹的座標為41°20′23″N 72°08′33″W / 41.33972°N 72.14250°W，而該地的平均海拔高度為14米（即46英尺）。